# جسیکا-جین اپلگیت

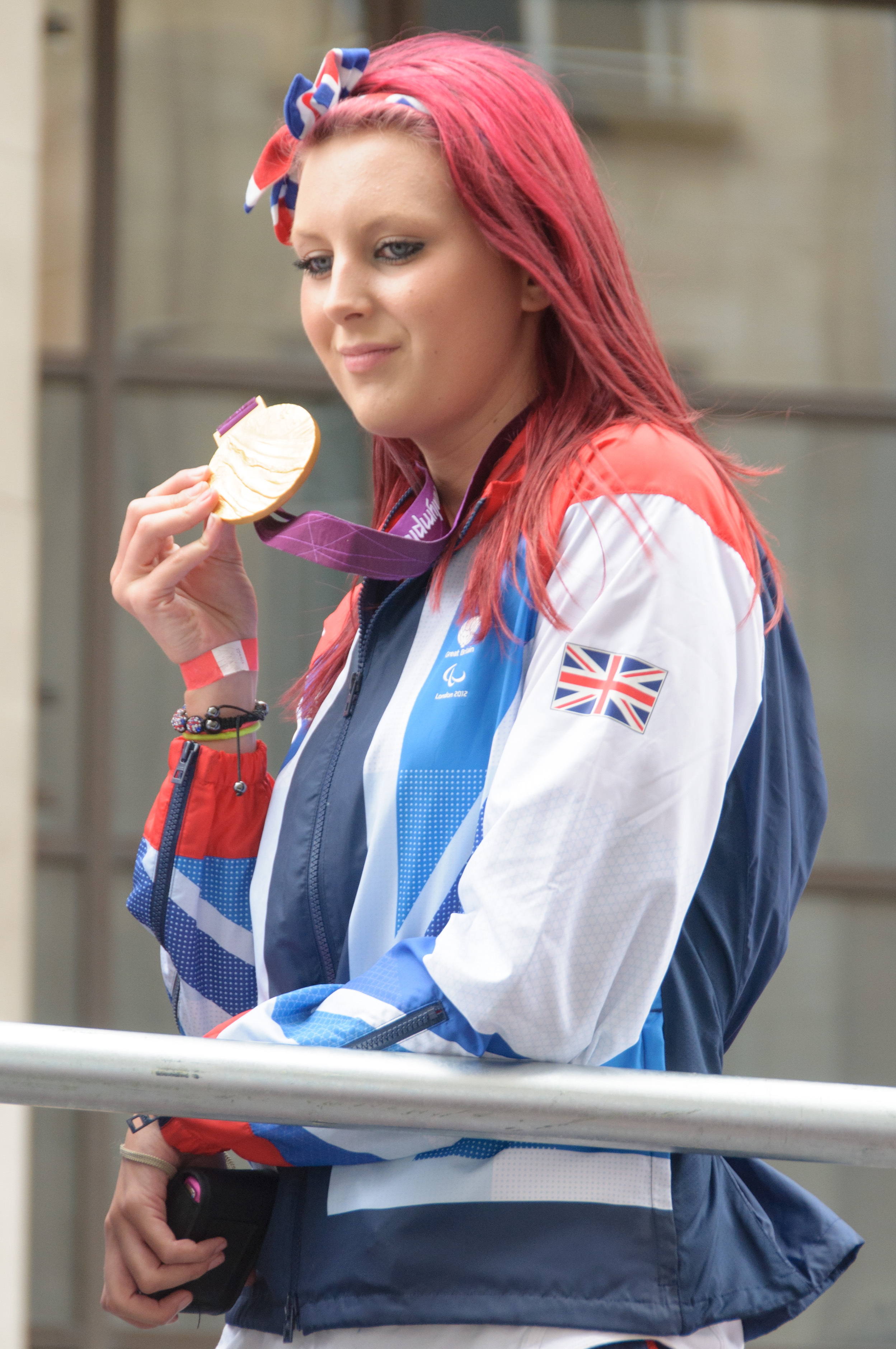
جسیکا شناگر اهل بریتانیا

جسیکا-جین اپلگیت (به انگلیسی: Jessica-Jane Applegate) (زادهٔ ۲۲ اوت ۱۹۹۶) شناگر اهل بریتانیا است.